# Palestra XXV Aprile
La palestra XXV Aprile è un'arena coperta ubicata nella città italiana di Varese, nel quartiere di Casbeno. Costruita nei tardi anni 1920, ha avuto nel corso della sua esistenza varie destinazioni d'utilizzo e vari usufruttuari.

## Storia

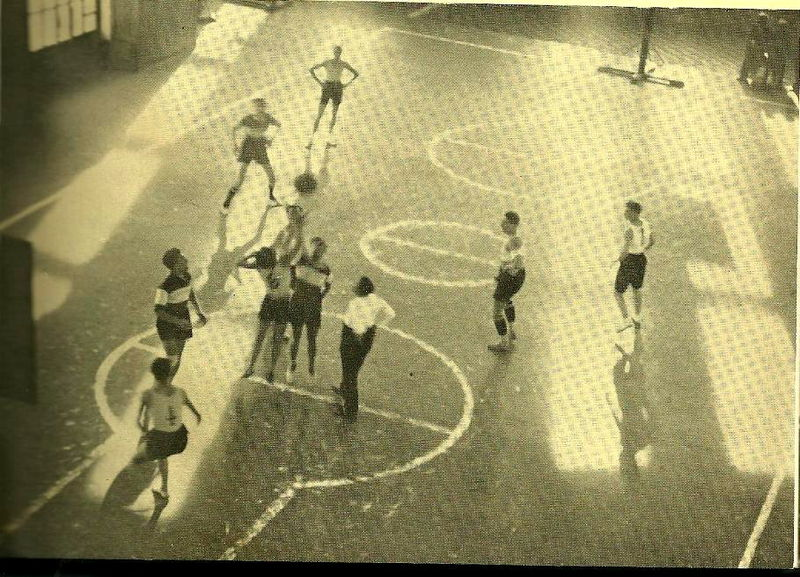
Partita di "palla al cesto" tra le squadre di Varese e Legnano, 1932.

In epoca fascista la città di Varese (appena elevata a capoluogo di provincia) fu interessata da una vasta opera di rifacimento e miglioramento degli impianti sportivi ad uso pubblico. Nel quadro di tale operazione, nel 1928 l'amministrazione comunale commissionò all'ingegner Edoardo Flumiani il progetto di una monumentale palestra coperta polifunzionale a servizio degli studenti e della Società Ginnastica Varesina, entro la quale sarebbe stata anche ricavata la caserma dei vigili del fuoco. Per la costruzione il Comune mise a disposizione un terreno in viale delle Vittorie, presso il polo scolastico del rione di Casbeno.
La gara d'appalto (per un costo stimato in 1.300.000 lire) si concluse il 20 giugno 1929 con l'aggiudicazione all'impresa De Grandi, di fatto quasi monopolista dei grandi lavori eseguiti in quegli anni a Varese; il cantiere iniziò nel giro di 9 giorni e si concluse entro l'anno con la consegna della Palestra della Gioventù del Littorio alla Società Ginnastica Varesina. L'edificio era imponente: la palestra consisteva nell'ampio salone del primo piano, lungo 40 metri, largo 17 e alto 16, accessibile da una grande terrazza; presso l'atrio d'ingresso era altresì ricavata una sala di lettura. Il pavimento era di linoleum; verso il fondo era stata ricavata una buca destinata a essere riempita con pula di riso, per accogliere gli esercizi di salto e sollevamento pesi. Sotto parte del salone, nel seminterrato, vennero ricavati due spogliatoi con servizi. Al livello stradale fu invece ricavata la caserma dei pompieri, dotata di autorimessa coperta per 10 mezzi, autofficina, corpo di guardia, sala riunione, uffici e un dormitorio da otto posti letto.
Nel 1931 la palestra venne requisita dalla sezione cittadina dell'Opera nazionale balilla, che progettò (senza darvi seguito) di trasferirvi i suoi uffici e se ne avocò l'uso quasi esclusivo per tenervi assemblee, cerimonie e manifestazioni varie.

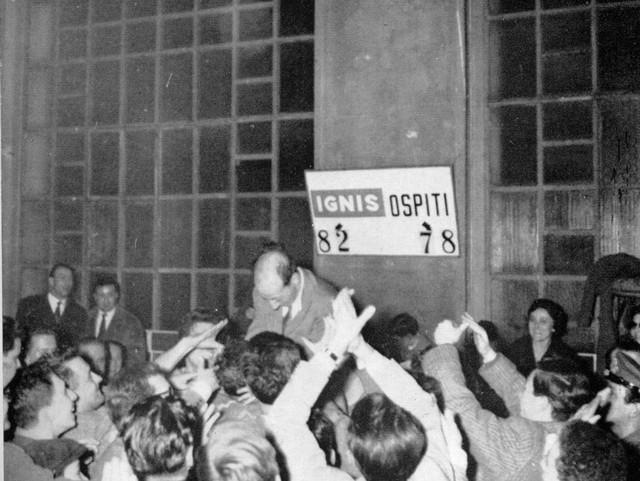
Il tecnico Enrico Garbosi portato in trionfo dopo la vittoria del primo scudetto della Pallacanestro Varese (1961).

Un istante della partita Ignis Varese-Real Madrid Baloncesto, giocata il 18 gennaio 1962.

Fin dai primi anni l'attività prevalente che si svolse nella palestra consistette in partite di pallacanestro (o palla al cesto, come veniva denominata originariamente). Nel 1945 viale delle Vittorie mutò odonimo in viale XXV Aprile: il cambiamento si riverberò anche sulla denominazione della palestra, i cui spazi vennero in tale periodo riorganizzati. Il grande campo del primo piano divenne stabilmente sede delle gare interne della neonata Pallacanestro Varese, mentre qualche anno dopo la caserma dei vigili del fuoco fu trasferita in via Stefano Legnani; i locali del pianterreno divennero poi uffici del Comune di Varese.
Il maggior club cestistico varesino giocò alla palestra comunale fino ai primi anni 1960, conquistandovi i primi due scudetti della propria storia. Tali fortune fecero crescere il seguito attorno alla squadra: sempre più pubblico chiedeva di poter assistere alle gare interne, ma la palestra disponeva unicamente di piccole tribune posticce (costruite in tubi metallici e legno sopra l'ex buca degli esercizi di salto) e di strette balconate, potendo dunque accogliere, nella migliore delle ipotesi, soli 3200 spettatori, quasi tutti in piedi.
In virtù di ciò nel 1964 la Pallacanestro Varese si trasferì al neo-costruito palasport Lino Oldrini di Masnago: l'anno dopo la palestra XXV Aprile venne dunque destinata ad uso delle vicine scuole medie e superiori (affinché vi svolgessero le attività di educazione fisica), di alcune società sportive dilettantistiche e in generale della cittadinanza varesina.

## Denominazione
Dalla caduta del fascismo (che l'aveva "battezzata" Palestra della Gioventù del Littorio e Palestra dell'Opera nazionale balilla) l'impianto non ha più avuto una denominazione ufficiale: comunemente noto come Palestra comunale, col passare dei decenni è stato altresì denominato con vari appellativi, quali Palestra dei pompieri, Palestra XXV Aprile e Casa dello sport.

## Dati strutturali

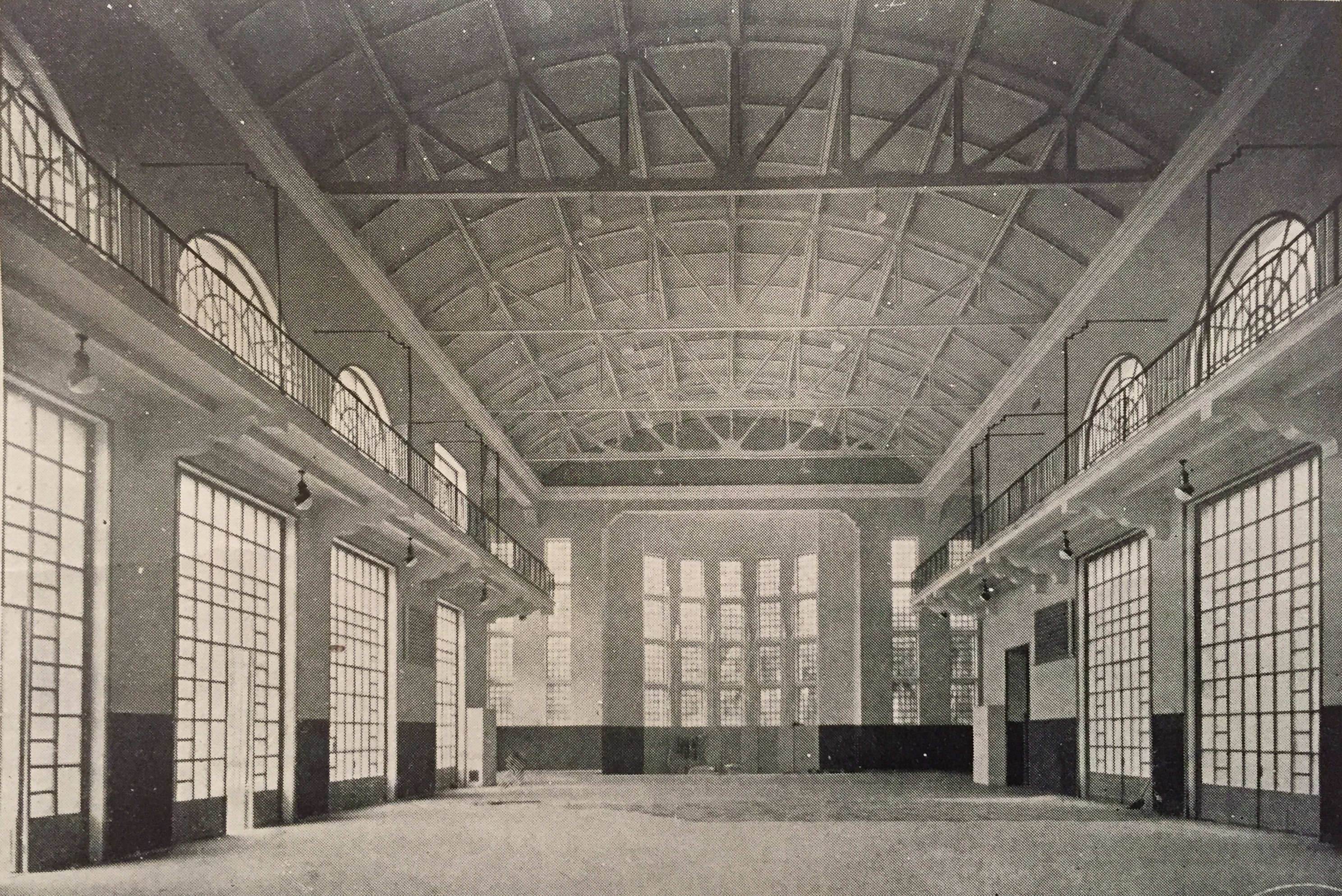
Interno della palestra negli anni 1930.

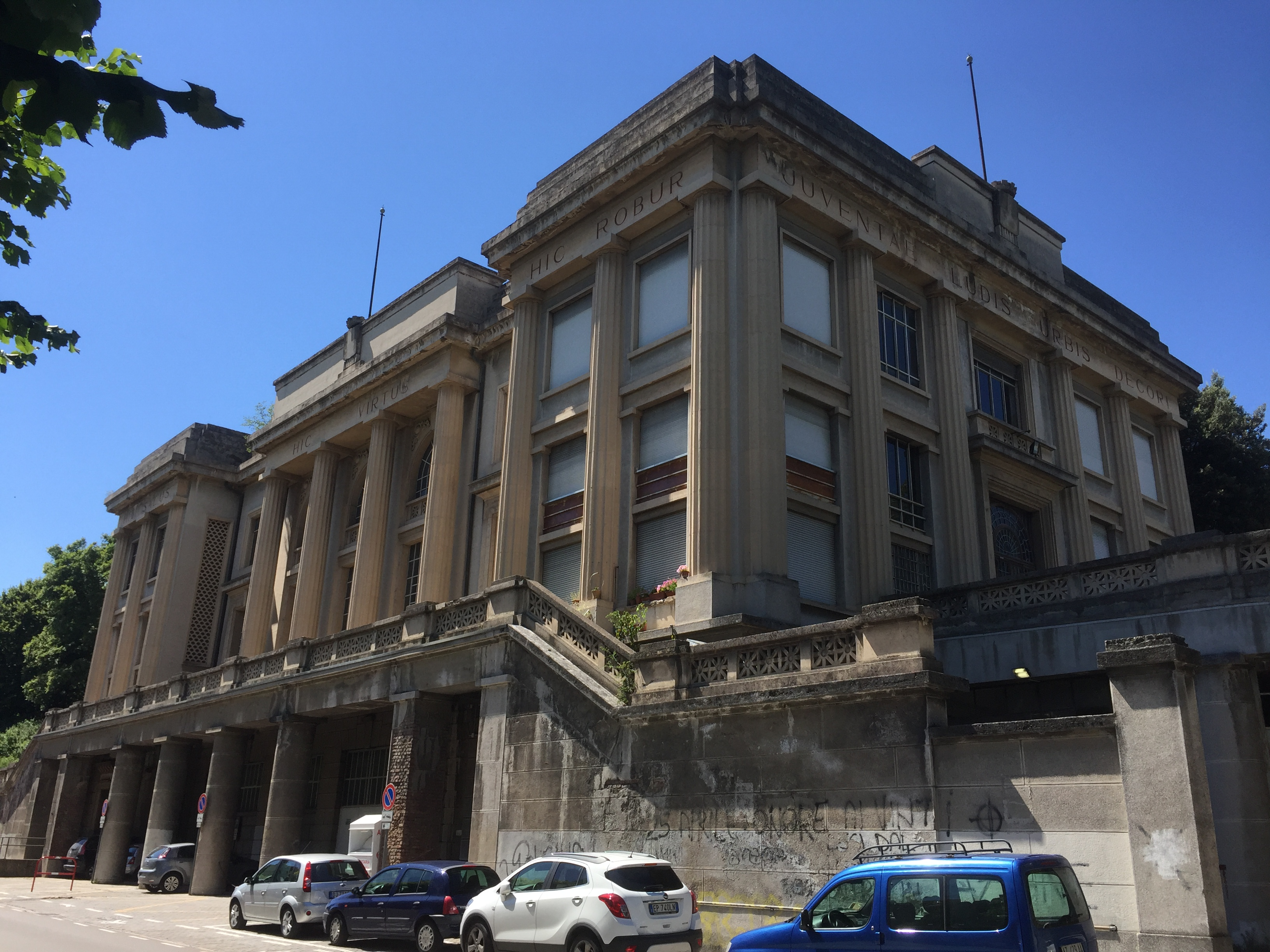
Esterno: la facciata di viale XXV Aprile (2017): uno dei pilastri del portico a livello stradale, avendo perso il rivestimento in cemento, rivela l'anima in mattoni.

L'architettura della palestra è conforme ai canoni dell'edilizia monumentale d'epoca fascista, pur se con un certo eclettismo: ad un'impostazione complessivamente razionalista unisce infatti elementi decorativi d'impronta neoclassica. L'edificio è costruito in laterizi con rivestimento in cemento; la pianta è rettangolare e simmetrica, sviluppandosi su 4 piani distribuiti su due livelli del terreno. La copertura, dalla sezione semicircolare, è retta internamente da capriate in calcestruzzo armato (con struttura portante a vista); il rivestimento esterno originario, in pannelli in fibrocemento, è stato asportato nel 2020.

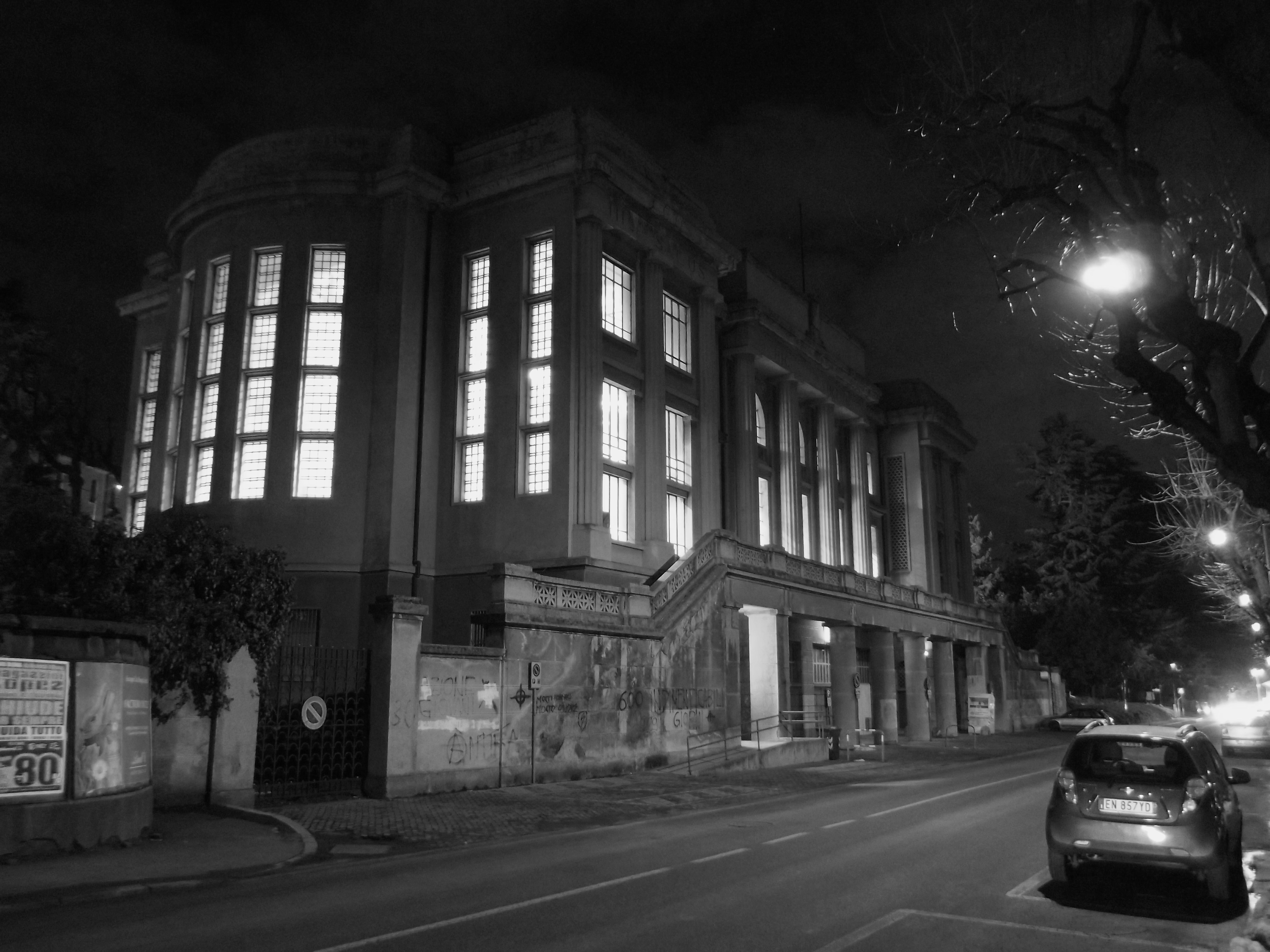
Vista esterna in notturna della facciata posteriore (2013).

Il piano inferiore, rispondente su viale XXV Aprile, è protetto da un porticato a colonne, su cui superiormente è posta una balconata. Il corpo centrale del primo piano è scandito da otto colonne (quattro per facciata) entro le quali si aprono grandi vetrate ad arco; le due strutture laterali sono invece rette da sei semicolonne (tre per facciata) entro le quali si aprono ulteriori finestre rettangolari.
Due iscrizioni in latino segnano le facciate principali: sul lato di via Guido Morselli appare la scritta
Su viale XXV Aprile invece
Internamente la palestra dispone di un campo centrale, una palestrina accessoria al secondo piano, tre spogliatoi indipendenti e alcuni locali di servizio adibiti a ufficio e magazzino: l'entrata è da via Guido Morselli, all'altezza del livello di terreno superiore. Il pianterreno, accessibile da viale XXV Aprile, ospita invece locali ad uso del comune di Varese.

## La palestra XXV Aprile nei media
Nel 2000 la marca d'abbigliamento sportivo Adidas girò nella palestra una pubblicità televisiva rivolta al mercato di lingua italiana, con protagonista il celebre giocatore di basket Kobe Bryant.